# My Life (album)
My Life – drugi studyjny album amerykańskiej wokalistki Mary J. Blige, wydany 29 listopada 1994. Album pojawił się na siódmym miejscu zestawienia Billboard 200 14 lutego 1995 roku. W pierwszym tygodniu album sprzedał się w nakładzie 55 000 kopii. My Life uzyskało status potrójnej platyny w grudniu 1996 roku. W zestawieniu magazynu Rolling Stone, opublikowanym w 2003 roku, album znalazł się na 279 pozycji na liście 500 najlepszych albumów wszech czasów Jest to jak na razie jedyny album Mary J. Blige, który znalazł się w tym zestawieniu.

## Historia
Po sukcesie debiutanckiego albumu artystki, What's the 411? z 1992 roku, Blige rozpoczęła sesję nagraniową jesienią 1993 roku, nagrywając tym samym drugi studyjny album zatytułowany My Life. Album był przełomem dla samej Mary Blige, która w tym czasie leczyła się z depresji i walczyła z narkotykami i alkoholem. Równocześnie tabloidy donosiły o kłótniach z ówczesnym partnerem Mary, K-Ci Haileyem, z którym zerwała w 1997, tuż o po wydaniu trzeciego albumu artystki, Share My World.

## Lista utworów
1. „Intro” – 1:04
2. „Mary Jane (All Night Long)” – 4:39
3. „You Bring Me Joy” – 4:13
4. „Marvin Interlude” – 0:36
5. „I'm The Only Woman” – 4:30
6. „K. Murray Interlude” – 0:22
7. „My Life” – 4:17
8. „You Gotta Believe” – 5:02
9. „I Never Wanna Live Without You” – 6:17
10. „I'm Goin' Down” – 3:42
11. „My Life Interlude” – 1:15
12. „Be With You” – 4:26
13. „Mary's Joint” – 5:02
14. „Don't Go” – 4:59
15. „I Love You” – 4:31
16. „No One Else” – 4:14
17. „Be Happy” – 5:49
18. „(You Make Me Feel Like) A Natural Woman” – 2:56 (utwór dodatkowy)

## Twórcy
- André Harrell – główny producent
- Big Bub – wokal wspierający
- Bob Brockmann – dźwiękowiec, keyboard, miksowanie
- Bruce Purse – trąbka
- Prince Charles Alexander – dźwiękowiec, flet, miksowanie, flet piccolo, producent, saksofon tenorowy
- Chucky Thompson – keyboard, multiinstrumentalista, producent
- Dalvin DeGrate – multiinstrumentalista
- Darryl Pearson – gitara basowa
- Debra Young – koordynator produkcji
- Diane Monroe – skrzypce
- Eileen Folson – wiolonczela
- Faith Evans – wokal wspierający, pisanie utworów
- Frank Colon – instrumenty perkusyjne
- Fred McFarlane – keyboard
- Gloria Agostini – harfa
- Herb Middleton – keyboard, multiinstrumentalista
- Herb Powers – mastering
- JoDee Stringham – projekt okładki
- K-Ci & JoJo – wokal wspierający
- Keenya Mauldin – fryzjer
- Latonya J. Blige – wokal wspierający
- Lenny Underwood – pianino
- Lesa Terry – skrzypce
- Mark Ledford – trąbka
- Mary J. Blige – śpiew
- Nasheim Myrick – dźwiękowiec, programowanie
- Regina Carter – skrzypce
- Richard Travali – dźwiękowiec
- Rob Paustian – dźwiękowiec, miksowanie
- Sam Fine – Make-Up
- Sante d'Orazio – fotograf
- Sean Combs – główny producent
- Sybil Pennix – stylista
- Tim Dawg – producent
- Tony Maserati – dźwiękowiec, miksowanie
- Victor Bailey – gitara basowa
- Vincent Henry – saksofon altowy

## Single
- „Be Happy”
- „Mary Jane (All Night Long)”
- „I'm Going Down” (cover Rose Royce)
- „You Bring Me Joy”
- „Natural Woman” (cover utworu Arethy Franklin „You Make Me Feel Like (A Natural Woman)”)